# 24-я пехотная дивизия (Болгария)
24-я пехотная дивизия (болг. Двадесет и четвърта пехотна дивизия) — воинское формирование армии Болгарии, участвовавшее во Второй мировой войне.

## История
Дивизия сформирована 11 марта 1943, несла службу в 1-м болгарском оккупационном корпусе. Штаб располагался в сербском городе Ужице. В составе дивизии были 61-й и 64-й пехотные полки. Дивизией командовал с 31 марта по 26 августа 1943 командир 12-го Балканского пехотного полка, полковник Никола Горзданов. 26 августа он покинул должность командира 24-й дивизии, возглавив 7-ю Рилскую пехотную дивизию, 6 декабря его должность занял командир 35-го Врачанского пехотного полка полковник Симеон Симов. 4 сентября 1944 немцы арестовали уже генерал-майора Симова и отправили в лагерь для военнопленных Офлаг-8. В октябре 1944 года дивизия была распущена.

## Командиры
| №  | Звание    | Имя              | Время                          |
| -- | --------- | ---------------- | ------------------------------ |
| 1. | полковник | Никола Грозданов | 31 марта 1943—26 августа 1943  |
| 2. | полковник | Симеон Симов     | 6 декабря 1943—4 сентября 1944 |